# Clan Toki

Mon du clan Toki.

Le clan Toki (土岐氏, Toki-shi) est un puissant clan japonais, présent de l'époque de Kamakura à l'époque d'Edo.
Descendant de l'empereur Seiwa (850-880) et de Minamoto no Yorimitsu (944-1021), il constitue une branche des Seiwa-Genji du clan Minamoto. 
De l'époque de Muromachi à la période Sengoku, le clan contrôle la province de Mino. À l'apogée de son pouvoir, le clan possède en plus de cette province la province d'Owari et la province d'Ise. Le clan perd ses terres face au clan Saito au milieu du XVIe siècle.
Sadamasa Toki (1551-1597) reçoit en 1590 le han de Sôma (province de Shimôsa), le rang de daimyo et ravive la gloire des Toki.
Ses descendants sont en 1868 les daimyos du domaine de Numata (province de Kozuke).
Plusieurs de ses descendants existent encore dans plusieurs pays d’Europe. Le seul encore transcrit comme un membre officiel est Itsuzukawa Toki. On peut aussi retrouver Katsumasa Toki, un européen reconverti en la foi samuraï et ses préceptes.

## Branches cadettes
Plusieurs clans prétendent descendre des Toki dont les Asano, Akechi, Seyasu, Ibi, Hidase, Osu, Tawara, Toyama et Funaki.

## Liste partielle
Les six premiers chefs du clan vivent à Kyoto et Settsu Tada avant de recevoir la province de Mino. Les sept chefs suivants vivent à Toki. À partir de Toki Yorisada, les chefs du clan sont également shugo de la province de Mino.

### Ancêtres pré-Mino
1. Empereur Seiwa (清和天皇), 56e empereur du Japon
2. Teijun Shinoh (貞純親王）
3. Tsunemoto Oh (経基王, 6e petit-fils de l'empereur Seiwa, shogun Chinjufu défait Taira Masakado[pas clair]
4. Tada Minamoto Mitsunaka (多田源満仲), fondateur du Settsu Tada Genji
5. Minamoto no Yorimitsu (Raiko) (源頼光), shogun Chinjufu, avec Oeyama Oni Taiji et Tsuchigumo
6. Minamoto Yorikuni (源頼国)

### Premiers dirigeants Mino
1. Minamoto no Kunifusa (源国房)
2. Minamoto no Mitsukuni (源光国)
3. Minamoto no Mitsunobu (源光信)
4. Minamoto no Mitsuki (源光基)
5. Toki Mitsuhira (土岐光衡)
6. Toki Mitsuyuki (土岐光行)
7. Toki Mitsusada (土岐光定)

### Shugode la province de Mino
1. Toki Yorisada (土岐頼貞) (1271-1339)
2. Toki Yoritō (土岐頼遠) (décès le 29 décembre 1342)
3. Toki Yoriyasu (土岐頼康) (1318-3 février 1388)
4. Toki Yasuyuki (土岐康行) (décès le 8 novembre 1404)
5. Toki Yoritada (土岐頼忠) (décès en 1397)
6. Toki Yorimasu (土岐頼益) (1351-1414)
7. Toki Mochimasu (土岐持益) (1406-1474)
8. Toki Shigeyori (土岐成頼) (1442-1497)
9. Toki Masafusa (土岐政房) (1457-12 septembre 1519)
10. Toki Yoritake (土岐頼武) (1488-1536)
11. Toki Yorinari (土岐頼芸) (1502-28 décembre 1582)
12. Toki Yorizumi (土岐頼純) (1524-28 décembre 1547)
13. Toki Yorinari (deux fois shugo)